# Agustín Conde
Agustín Conde Bajén (Toledo, 6 de junio de 1965) es un abogado y político español.

## Trayectoria
Nacido en Toledo el 6 de junio de 1965, es licenciado en Derecho por la Universidad Complutense de Madrid, máster en Defensa Nacional por la Universidad Rey Juan Carlos, diplomado en Estudios Avanzados en Derecho (Departamento de Derecho Constitucional, Universidad Complutense de Madrid) y Diplomado en Defensa Nacional (Escuela de Altos Estudios de la Defensa Nacional, Ministerio de Defensa, España). Es abogado en ejercicio desde 1988.
En 1991 será elegido concejal del Ayuntamiento de Toledo en las listas del Partido Popular, y designado Portavoz del Grupo Popular. Ese mismo año, en octubre, presidió la Gestora Provincial del PP en Toledo durante unos meses hasta el congreso provincial de 1992. 
En la Junta Local del Partido Popular, celebrada en Toledo en 1993, fue elegido presidente local del Partido. En el año 1995 fue elegido Alcalde de Toledo tras ganar los comicios por mayoría absoluta, convirtiéndose en el alcalde más joven de una capital de provincia hasta la fecha. Tenía 30 años. 
En 1996, fue elegido presidente regional del Partido Popular de Castilla-La Mancha, al contar con el apoyo del 87,3 por ciento de los votos del VII Congreso del partido y reelegido en el siguiente, el VIII, en septiembre de 1999, tras obtener el respaldo de 338 votos de los 409 emitidos. 
En 1999 fue el candidato del Partido Popular a la Presidencia de la Junta de Comunidades de Castilla-La Mancha, que finalmente ganó José Bono. Diputado en las Cortes de Castilla-La Mancha, es designado senador por esta comunidad autónoma para el periodo que restaba (1999-2000) de la VI legislatura nacional. En la siguiente, la VII, iniciada tras los comicios de marzo de 2000, siguió como senador popular por Castilla-La Mancha. 
En el Senado es presidente de la Comisión de Trabajo y Asuntos Sociales y miembro de la Ponencia de estudio sobre la elaboración de una nueva Ley de Familias Numerosas, constituida en el seno de esta misma Comisión. Al mismo tiempo es Vocal de la Comisión General de las Comunidades Autónomas y miembro titular de la Diputación Permanente del Senado. En 2002 renunció a la presidencia regional del PP de Castilla-La Mancha. 
Fue elegido senador en las elecciones generales de 2004 y reelegido en las de 2008, cargo en el que se mantuvo hasta la disolución de las Cortes Generales en el año 2011. En este período fue Portavoz del Grupo Popular en la Comisión de Justicia del Senado, Portavoz de su grupo en la comisión de Defensa, miembro de las comisiones Constitucional, de Interior, y Mixta para la Unión Europea. Fue ponente de dieciocho leyes tramitadas en el Senado.  
En 2011 fue elegido Diputado al Congreso por Toledo, asumiendo la presidencia de la Comisión de Defensa del Congreso de los Diputados. En 2015 fue designado Portavoz Adjunto del Grupo Popular en el Congreso. 
En el ámbito internacional ha sido miembro de la Asamblea Parlamentaria de la Unión Europea Occidental, de la Asamblea Parlamentaria de la OTAN y del Consejo de Europa. Dentro de este último fue Vicepresidente de la Comisión de Asuntos Jurídicos y Derechos Humanos, de la comisión de Asuntos Sociales, de la Familia y de la Infancia, y fue vicepresidente del Subcomité de Lucha Contra el Terrorismo y Delincuencia Organizada.
En abril de 2016, fuera de la actividad política, fue elegido por la junta general de accionistas consejero independiente de Red Eléctrica Corporación. El 18 de noviembre de 2016 fue nombrado secretario de Estado de Defensa, tomando posesión el 21 de noviembre.
Es alférez de fragata del Cuerpo General de la Armada en la Reserva Voluntaria. Está en posesión de la Gran Cruz de la Orden Española del Mérito Civil, Cruz de Honor de la Orden de San Raimundo de Peñafort, de la Cruz de Gran Oficial de la Orden del Mérito de Portugal, de la Medalla de Oro de la Ciudad de Toledo, de la Medalla al Mérito al Servicio de la Abogacía y de la Medalla Pro Mérito de la Asamblea Parlamentaria del Consejo de Europa.